# Овонрамвен
Овонрамвен (бл. 1857 — 1914) — останній незалежний великий оба (володар) Бенінського царства у 1888—1897 роках.

## Життєпис
Син великого оби Адоло. Народився близько 1857 року, отримавши ім'я Оверамі. Потім змінив на Ідугбова. 1888 року після смерті батька в короткий й запеклій війні переміг свого брата Орохорго, після чого посів трон, взявши ім'я Овонрамвен Ногбаїсі, що означає «Східне сонце, що поширюється на все».
У цей час ситуація для Беніну ускладнилася, оскільки Велика Британія прагнула розширення влади в гирлі та долині річки Нігер та уздовж узбережжя Гвінейської затоки. На заваді стояло Бенінське царство, оскільки у 1893 році встановлено протекторат і повну владу над державою Ойо. Тому віцеконсул Великої Британії Джеймс Роберт Філіппс та Галлві, віцегенерал-консул протекторату Нігерський берег, розпочали підготовку до захоплення Беніну.
1896 року Філіппс вирішив підступом захопити палац великого оби та самого Овонрамвена. Втім той довідався про підступи, попередивши британця шанувати незалежність держави. У відповідь Філіппс відправив великому обі навмисну образу. Той у відповідь відправив війська, що з засідки напали на британців, знищивши усіх, окрім 2.
1897 року Генріх Роусон очолив британську кампанію проти Беніну, захопивши та спаливши місто Едо. 5 серпня великий оба мусив здатися супротивникові. Його засуджено до заслання. Овонрамвен спробував врятуватися із заслання, запропонувавши генеральному консулу Ральфу Муру 200 бочок нафти вартістю 1500 фунтів стерлінгів і розкрити, де були поховані його 500 бивнів слонової кістки (вартістю понад 2 млн фунтів). Але ця пропозиція була відхилена, оскільки Мур їх уже виявив.
Колишнього великого оби разом з 2 дружинами заслали до Калабару, де Овонрамвен помер у січні 1914 року. Номінальним обою оголошено його сина Евеку II.